# Hope (Foy Vance)
Hope è il primo album in studio del cantautore britannico Foy Vance, pubblicato il 2 luglio 2007 dall'etichetta discografica indipendente Wurdamouth Records nell'Irlanda del Nord e successivamente nel settembre dello stesso anno dalla Rubyworks Records in Irlanda.

## Tracce
Testi e musiche di Foy Vance, eccetto dove indicato.
1. Be with Me – 2:59
2. Shed a Little Light – 3:31
3. Doesn't Take a Whole Day – 5:38
4. Fifteen – 5:00
5. I Was Made – 3:55
6. Treading Water – 3:33
7. Gabriel & the Vagabond – 5:05
8. First of July – 3:37 (Foy Vance, Jules Maxwell, Ken Haddock)
9. Elshaneed – 4:26 (Foy Vance, Joanne Vance)
10. Indiscriminate Act of Kindness – 6:13
11. Hope, Peace & Love – 3:50
12. If Only You Could See Yourself Like I See You – 4:48
13. Dry Wells – 4:48
14. Pull Me Through – 6:37
15. Two Shades of Hope – 8:04

## Formazione
Musicisti
- Foy Vance – voce, chitarra (eccetto traccia 8), organo Hammond (tracce 1 e 4), batteria (tracce 1 e 11), percussioni (traccia 11), arrangiamento
- Jez Wiles – tamburello e conga (traccia 1), batteria e percussioni (tracce 2, 5-7, 9, 12, 13 e 15)
- Ben Nicholls – basso (tracce 2, 6, 7 e 15)
- Jules Maxwell – pianoforte (tracce 2, 3, 5, 7-9, 12-15), cori (tracce 3, 12 e 13), wurlitzer (traccia 6), melodica (traccia 12), organo Hammond (traccia 13)
- Sam Johnston – cori (tracce 2, 4, 9 e 13)
- Joanne Vance – cori (tracce 2, 3, 4, 9, 12 e 13), glockenspiel (traccia 3)
- Xavier Heal – voce (traccia 3), chitarra (traccia 3)
- Paul Hamilton – batteria (traccia 4)
- Steve Barnett – tromba bassa e trombone (tracce 5, 9 e 12)
- Linley Hamilton – flicorno (tracce 5, 9 e 12)
- Stephen Jones – cori (traccia 13)
- Ken Haddock – sassofono (traccia 14)

Produzione
- Foy Vance – produzione, produzione esecutiva, ingegneria del suono, missaggio presso i Wurdamouth South e i Mourne Mountains (tracce 1, 3-5, 9, 10, 12 e 14)
- Brian Freshwater, Jacqueline Hughes – produzione esecutiva
- Sam Johnston – ingegneria del suono
- Tchad Blake – missaggio presso i Mongrel Studios
- Denis Blackham – mastering presso i Skye Mastering